# Tataka boulardi
Tataka boulardi är en insektsart som beskrevs av Irena Dworakowska 1974. Tataka boulardi ingår i släktet Tataka och familjen dvärgstritar. Inga underarter finns listade i Catalogue of Life.